# Via Etnea
La via Etnea è la strada principale del centro storico di Catania. Si snoda nella direttrice sud-nord, ha un andamento rettilineo ed è lunga circa 3 chilometri. Va da Piazza del Duomo al Tondo Gioeni.

## Storia
La via Etnea sorse soltanto alla fine del XVII secolo a seguito del disastroso terremoto dell'11 gennaio 1693.
L'evento tellurico rase pressoché al suolo la città di Catania e sotto le macerie perirono circa i due terzi dei suoi abitanti.
Il duca di Camastra, inviato dal viceré con il mandato di sovraintendere alla ricostruzione della città, decise di tracciare le nuove strade secondo delle direttrici ortogonali e partì proprio dal duomo che era uno dei pochi edifici non completamente distrutti. Venne così creata una strada che dal duomo si dirigeva verso l'Etna e una strada che la incrociava con direttrice est-ovest. Nacque così quella che oggi è la via Etnea. La strada venne chiamata via duca di Uzeda, in onore del viceré del tempo. Nel corso dei secoli il suo nome venne poi mutato in via Stesicorea ed infine nell'attuale di via Etnea visto che la strada si dirige verso l'Etna. La strada era allora lunga circa settecento metri e terminava nell'attuale piazza Stesicoro, allora chiamata porta di Aci. Qui esisteva una delle porte della città di Catania. La strada perpendicolare, attualmente via Vittorio Emanuele, venne invece chiamata via Lanza e successivamente Corso per poi cambiare il suo nome nell'attuale durante il XIX secolo.
I palazzi che vennero costruiti lungo le due strade furono edificati nello stile del barocco siciliano dagli architetti Giovanni Battista Vaccarini e Francesco Battaglia. Lungo la via Etnea vennero edificate ben sette chiese che partendo dalla cattedrale sita in piazza Duomo proseguivano con la Basilica della Collegiata, la Chiesa dei Minoriti (Catania), la Chiesa di San Biagio, la Chiesa del Santissimo Sacramento al Borgo e la Chiesa di Sant'Agata al Borgo. Lungo il suo percorso vennero costruiti molti palazzi della nobiltà catanese ed edifici pubblici. Partendo dalla piazza Duomo si incontra il Palazzo degli Elefanti, sede del municipio e quindi il Palazzo dell'Università ed il Palazzo San Giuliano. Proseguendo si incontrano il Palazzo Gioeni ed il Palazzo San Demetrio ai Quattro Canti. A piazza Stesicoro si trovano il Palazzo del Toscano ed il Palazzo Tezzano. Proseguendo si trova il Palazzo delle Poste e l'ingresso principale della villa Bellini. Nel corso del XX secolo la strada si sviluppò oltre l'incrocio con i viali e proseguì fino a piazza Cavour, detta dai catanesi piazza Borgo, dove si trova la fontana di Cerere in marmo di Carrara, conosciuta dagli anziani catanesi come 'a tapallara (dea Pallade), e quindi al Tondo Gioeni, dove negli anni cinquanta del XX secolo venne costruita l'allora circonvallazione di Catania.
Dal 1915 al 1934 la via ospitò i binari della tranvia Catania-Acireale.

## Tempi recenti
La strada è stata recentemente ripavimentata, con selciato in pietra lavica dell'Etna, ed è ora un'isola pedonale nel tratto che va da piazza del Duomo ai Quattro Canti. Nel tratto che dai Quattro Canti va fino al giardino Bellini è invece percorsa dai soli mezzi pubblici e dai taxi. È la via degli acquisti ed una delle strade più frequentate della città sia di giorno che nelle ore notturne. Infatti nelle strade circostanti esistono un centinaio di locali fra ristoranti, birrerie, pub e pizzerie.